# Bartha család
A nemespanni Bartha család Nyitra vármegyei és Verebélyi széki nemes család. Nevük a Bertalan egyik formájából (Bartalom/ Bartalan) származhat.
1570-ben az esztergomi szandzsák defterében Kiscétényben Barta Gergely és fia Máté, illetve Barta Gyenös és fia Barta szerepelt, de Gyarakon, Hetényen, Melleken, Nagyölveden, Ohajon és Ürményben is éltek ilyen családnevűek.
1611-ben Bartha Mihály tanúskodott Bakits Péter mellett, Révay Ferenc hűtlenségi perében felesége Forgách Zsuzsanna ellen. Állítólag már 1636-ban Nemespannon éltek, de birtokukat elzálogosították. Egyetlen fennmaradt nemesség megerősítésük 1686-ból ismert, amikor I. Lipót címeres nemeslevelet adott Bartha Mihálynak, aki valószínűleg egyházi személy lehetett, és testvéreinek Jánosnak, Ádámnak és Istvánnak, utóbbi fiainak Ferencnek és Pálnak, illetve Mihály sógórainak Csarada Mihálynak és Nigriny Jánosnak. Nyitra vármegye ezt 1687-ben hirdette ki. 1699-ben Hamar alias Bartha János és Bartha Kristóf kaptak adományt az esztergomi érsektől Kiscétényben. 1700-ban a kiscétényi ún. Bartha kúriában (telken) Bohat és Bazik családbeliek birtokoltak.
Előnevük Nemespannról származik, ahol a család leszármazottai a továbbiakban éltek. 1754/1755-ben többeket itt igazoltak, miután felmutatták az armálist és bizonyították származásukat. Nyitra vármegyéből Bars-, Hajdú-, Esztergom- (1717), Csongrád- (1786-tól Hódmezővásárhelyen, 1803-ban hirdették ki nemességüket), Csanád vármegyébe (reformátusok) és Torna vármegyébe származtak. Nyitra vármegye 1798-ban, 1833-ban és 1834-ben, ezen kívül Bars vármegye 1800-ban adtak a számukra nemesi bizonyságleveleket. Ezek alapján Csanád vármegye 1833-ban és 1834-ben igazolta a család ott élő tagjainak kétségtelen nemességét. A család egyik ága 1783-ban az Abaúj vármegyei Almáson lakott. 1824-ben Nyitra vármegyei igazolása alapján Komárom vármegyében hirdette ki nemességét Bartha alias Panyi Péter fia Péter, aki Ácson lakott.
Címerük kék mezőben, zöld halmon páncélos kar török fejet átszúró szablyát tart, alulról balharánt nyíllal átlőve. Balról csökkenő félhold, jobbról hatágú arany csillag. Sisakdíszben növekvőn. Takarók: kék-arany, vörös-ezüst. Bartha Mihály verebélyi széki esküdt pecsétlenyomatában a pajzsban csak a csillag, illetve a szablyát tartó kar vehető ki, melynek szablyája valószínűleg török fejet szúr át. A koronás sisakdíszen ismét török fejet átszúró szablyát tartó kar, csillag és félhold között, M B monogrammal. Hogy a kar 3 nyílvesszővel át lenne lőve, vagy csak a vért kidolgozásáról van szó, nem eldönthető kérdés.
Leszármazásukat és címerüket Szluha Márton és Siebmacher közölte.

## Neves családtagok

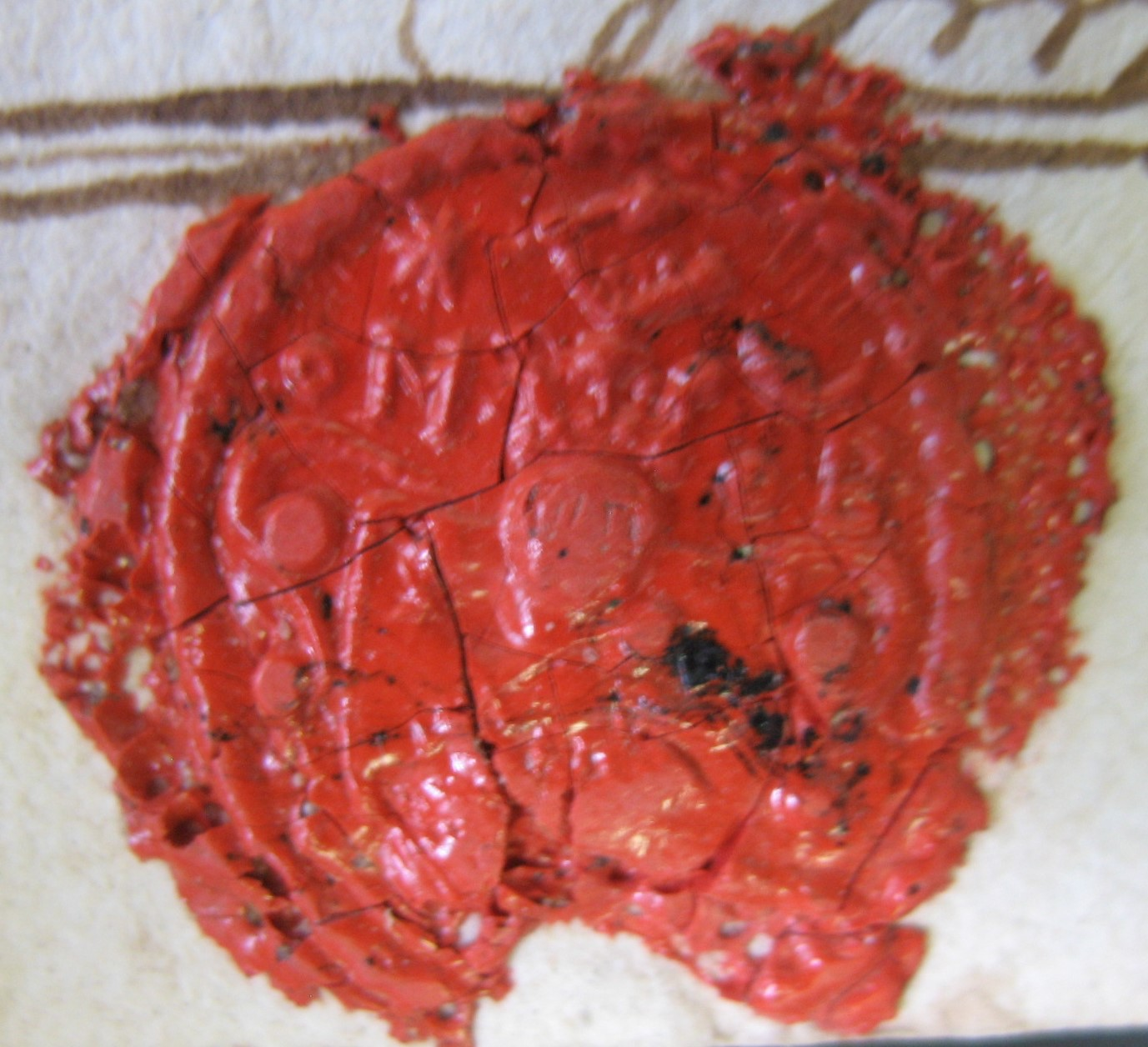
Bartha Mihály verebélyi széki esküdt pecsétlenyomata 1726-ból
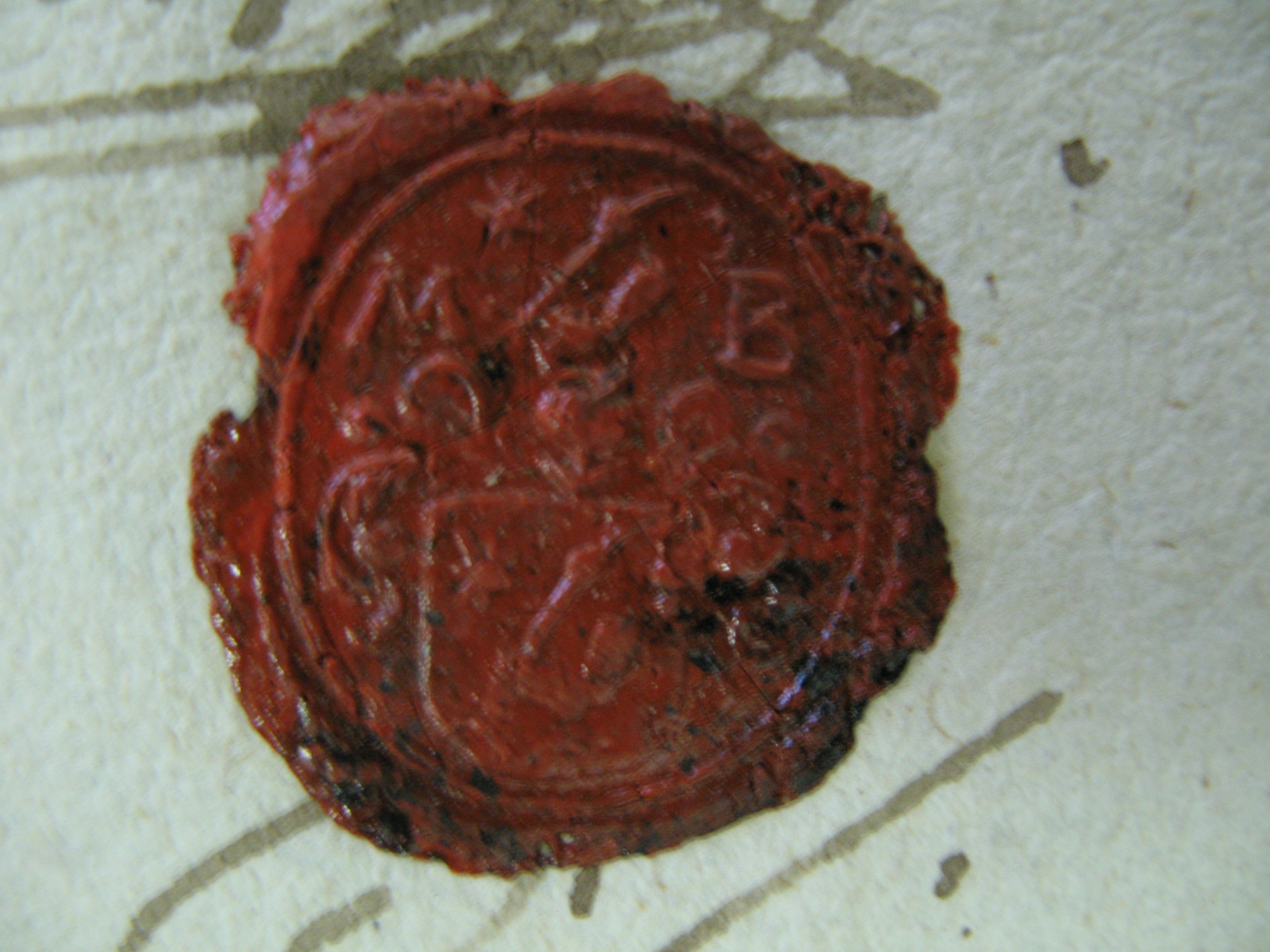
Bartha Mihály esküdt pecsétje 1740-ből
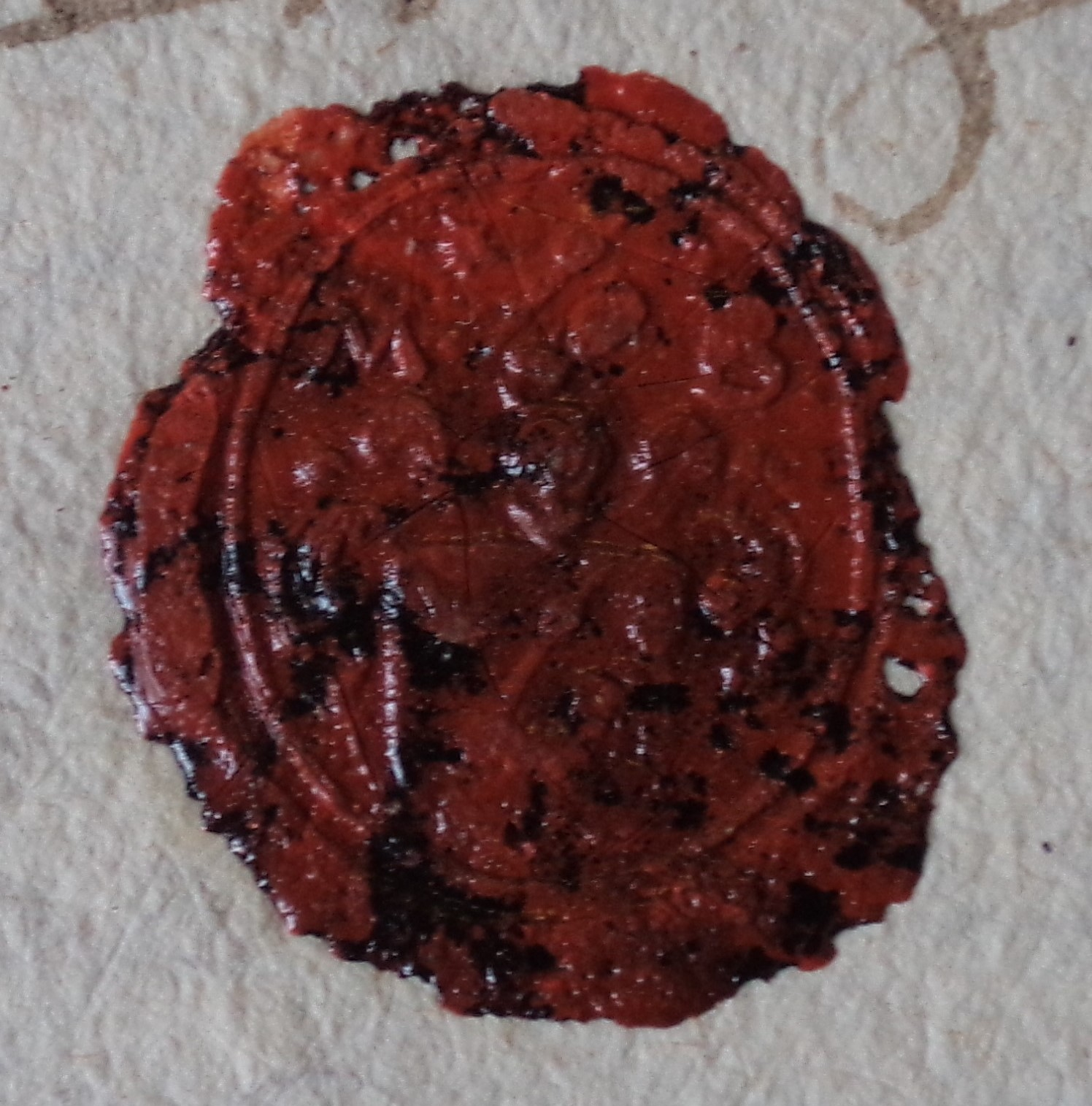
Bartha Mihály esküdt pecsétje 1740-ből

- Bartha Mihály (1637 körül-1703) esztergomi kanonok, barsi főesperes, zebegényi apát, nagytapolcsányi, majd nyitrakorosi plébános.
- Bartha Mihály, 1726-ban, 1729-ben, 1732-ben, 1737-ben,[17] 1740-ben és 1742-ben[18] a Verebélyi szék esküdtje.
- Bartha Mihály, 1806-ban Hódmezővásárhely városának esküdtje.
- Bartha Sándor (1815-1900) 1847-1848-ban ügyvéd, 1848-ban vármegyei alpénztárnok, 1853-1856 között hódmezővásárhelyi polgármester.,[19] egyházi és iskolai alapítványt tett.[13]
- nemespani Barta Adalbert (Tapsony, 1819-?) jogtanár, hites ügyvéd.[20]
- nemespani Barta András (Endre) (Tapsony, 1819. szeptember 21. - Esztergom, 1888. április 12.) honvédtiszt, levéltáros. András uradalmi tiszttartó és Srajner Jozefa fia. Az esztergomi bencés gimnáziumban tanult 1829-1831 között. 1834-től közvitéz, 1847-től alhadnagy, 1848. július 16-tól hadnagy a 19. Schwarzenberg gyalogezredben. Felesége 1849-től szentkirályszabadjai Rosos Laura (meghalt 1882). 1848 nyarán ezrede 3. zászlóaljával részt vett a délvidéki harcokban. Szeptember 24-től (okt. 1.) főhadnagy a 19. (Lőcsén alakult) honvédzászlóaljban. December 3-tól (dec. 1) százados. Alakulatával csatlakozott a császári Schlik-hadtest ellen küzdő felső-tiszai hadtesthez. A téli és a tavaszi hadjárat idején az említett (I.) hadtest kötelékében szolgált. Zászlóaljának 4 századával májusban és júniusban Budapest helyőrségét képezte, majd július elején bevonult a Duna-Tisza közén alakult Közép-Tiszai hadsereghez. Július 1-től őrnagy, alakulatának parancsnoka a dévai fegyverletételig (augusztus 18.). 1850. január 30-án Aradon golyó általi halálra ítélték, melyet február 15-én tizenkét év várfogságra változtattak. 1852. június közepén kegyelmet kapott (Josefstadtból szabadult). 1861-től Esztergom megye főlevéltárnoka, 1867-től haláláig a megye főszámvevője. Az Esztergom megyei Honvédegylet tagja volt.[21] Lánya Anna, kinek férje Andrássy József alispán. Fiuk egyházpakai Andrássy József (1878-?) csendőrszázados.[22]
- nemespáni dr. Barta Béla (Tapsony, 1819-1891[23]) budapesti királyi táblai tanácselnök. Tanulmányai befejezésével ügyvéd lett, majd számos éven át gróf Eszterházy József uradalmainak igazgatója és jogtanácsosa volt. 1859-ben a Pozsonyi Királyi Jogakadémia tanárának nevezték ki, ahol később igazgatótanár is lett. Innen 1869-ben a budapesti királyi tábla bírájává nevezték ki, ahol 1881-ig működött. Ekkor ismét a királyi táblára került, mint tanácselnök. Jogtudor, bölcsészettudor és a kánonjogi doktor volt. Jog- és bölcsészettudorrá való avatásának 50 éves jubileuma alkalmából díszoklevéllel tüntették ki.[24] Lánya Ilona Kramolin Viktor felesége volt, de 1884-ben fiatalon elhunyt.[25]
- id. nemes-pani Barta Adolf (1823-1894) esztergomi ügyvéd.[26] 1848-ban vármegyei esküdtként Komáromban volt az esztergomi nemzetőrökkel.[27] Veje: Völgyi Elemér csúzi körorvos.
- Bartha Tivadar (?-1933) gyógyszerész, Erzsébetfalva községi főbírója a 20. század elején,[28] képviselő-testületének tagja, Pest-Pilis-Solt-Kiskun vármegye törvényhatósági bizottságának tagja. Felesége Haudinger Katinka. Vejei Csorna Kálmán, Frey Vilmos, Ernyey Imre, Petrik Ottó.
- Bartha Ármin ügyvéd, Esztergom vármegyei főjegyző, zenész[29] Felesége Lieb Etel (1858-1933) volt.
- Bartha Aurél a Láng gépgyár főmérnöke, gyémántdiplomás
- Bartha Elemér (Borsodivánka-Tilajpuszta, 1901-?) jegyző[30]
- Bartha László (1908-1998) magyar festőművész, könyvillusztrátor és díszlettervező[forrás?]